# Hipònax (gramàtic)
Hiponax d'Efes (en llatí Hipponax, en grec antic Ι῾ππῶναξ) fou un escriptor i gramàtic grec d'època desconeguda, que és esmentat per Ateneu com l'autor d'una col·lecció de sinònims que s'ha perdut (Deipnosophistae 11. 480f).